# 平川典俊
平川 典俊（ひらかわ のりとし、1960年11月27日 - ）は、日本の現代美術家、写真家、コンセプチュアル・アーティスト、パフォーマンス・アーティスト。1988年より作家活動を開始、1993年に渡米。以降、ニューヨークに拠点を構え、アメリカ、カナダ、ブラジル、オランダ、フランス、ドイツ、ベルギー、トルコ、インド、日本など世界各地で300回を超える展覧会において作品を発表している。

## 人物・来歴
福岡県出身。幼少の頃、家には2頭の山羊がいた。
1979年から1985年まで東洋大学で社会学を学びつつ、1983年から1987年まで20カ国以上を放浪しフィールドワークを行ったのち、従来の美術教育を経ることなく自身の経験に基づいた独自の作家活動を開始した。
写真やビデオ、サウンド、テキストを用いた作品から、インスタレーション、パフォーマンスアート、コンテンポラリー・ダンスまでその作風は幅広く、身体性やジェンダーセクシュアリティ、メディア、宗教、現代美術そのものなど、さまざまな社会制度がもたらす不自由さやタブーに焦点を当てた挑発的な表現を通じて、個人の認識を問い続ける作品作りを継続的に行っている。
その作品は個々に独立した強いテーマ性を持ち、個々の作品間の関係性は希薄である。また、作品を構成するメディアやオブジェ、モチーフが審美性とは別の基準で用いられる傾向が強いことから、しばしばコンセプチュアル・アーティストと紹介される。
1998年に初めて発表した、女性がギャラリースペースに排泄物を持参し、それが本人とともに展示される「へその緒の帰郷（"THE HOME-COMING OF NAVEL STRINGS"）」（パフォーマンスアート：1998、タカ・イシイ・ギャラリー（サンタモニカ）ほか）は2004年ロンドンのフリーズアートフェア（Frieze Art Fair）での公開時に大きな話題を呼んだ。
鑑賞の対象となる作品発表のほか、作品名が与えられた対談やシンポジウム形式による直接的な発言を通じた活動を積極的に行うとともに、11人のキュレーターへの7つの質問で構成された「社会の窓（"A WINDOW OF SOCIETY"）」（メディアアート：1996、広島市現代美術館（広島））のような他者の言葉により構成された作品も見られる。
また自らの作家活動に加えて、プロデュース、キュレーション活動も行っており
、2008年にはアメリカの著名なコンセプチュアル・アーティストの一人、ローレンス・ウェイナーの監督した映像作品”Water in Milk Exists”のプロデューサーを担当している。

## 主な展覧会

### 個展
- 「パッシング・モーメンツ（"PASSING MOMENTS"）」（写真・テキスト：1988、ギャラリー玉屋（東京））[6]
- 「アウト・オブ・ブレス（"OUT OF BREATH"）」（インスタレーション：1988、ギャラリー・パレルゴンⅡ（東京））
- 「モンテスマの憧れ（"YEARNINGS OF MONTEZUMA"）」（ミクストメディア：1989、台北市立美術館（台北））
- 「フロストバイト（"FROSTBITE"）」（写真：1990、ギャラリー・サージ（東京）ほか）
- 「東京の夢（"DREAMS OF TOKYO"）」（写真：1991、ギャラリー・デント（アムステルダム）ほか）
- 「個人的関係になるための誘惑（”A TEMPTATION TO BE A MAN”）」（インスタレーション：1992、マーク・ジャンコウ・ギャラリー（チューリッヒ）ほか）
- 「ザ・グレイテスト（"THE GREATEST"）」（写真：1993、ギャラリー HAM（名古屋）ほか）
- 「パンドラがパンドラの箱（"THE PANDORA THAT IS PANDORA'S BOX"）」（インスタレーション：1993、ギャラリーＮＷハウス（東京）ほか）
- 「二十世紀最後の瞬間のその前に（"JUST BEFORE THE LAST MOMENT IN THE TWENTIETH CENTURY"）」（インスタレーション：1994、アメリカン・ファイン・アーツ（ニューヨーク））
- 「涅槃の庭（"GARDEN OF NIRVANA"）」（インスタレーション：1994、アート＆パブリック（ジュネーヴ）ほか）
- 「女子供と日本人（"WOMAN, CHILDREN AND THE JAPANESE"）」（写真：1994、ワコウ・ワークス・オブ・アート（東京）ほか）
- 「ブレックファースト・イン・ザ・キッチン（"BREAKFAST IN THE KITCHEN"）」（写真：1995、ゼノイクス・ギャラリー（アントワープ）ほか）
- 「社会の窓（"A WINDOW OF SOCIETY"）」（メディアアート：1996、広島市現代美術館（広島）ほか）
- 「S（"S"）」（写真：1997、ヌーシャテルアートセンター（ヌーシャテル、スイス）ほか）
- 「へその緒の帰郷（"THE HOME-COMING OF NAVEL STRINGS"）」（パフォーマンスアート：1998、タカ・イシイ・ギャラリー（サンタモニカ）ほか）
- 「リーズン・オブ・ライフ（"THE REASON OF LIFE"）」（写真：1998、ダイチ・プロジェクツ（ニューヨーク）／ゼノイクス・ギャラリー（アントワープ）ほか）
- 「潮騒（"LE MURMURE DE LA MER"）」（写真：1999、ギャラリー HAM（名古屋）ほか）
- 「偶然としての必然の物語（"AN INEVITABLE STORY AS COINCIDENCE"）」（写真：2001、マガジン4（ブリゲンツ、オーストリア））
- 「母は私、私は娘（"I AM THE MOTHER AND I AM THE DAUGHTER"）」（写真：2002、ワコウ・ワークス・オブ・アート（東京）ほか）
- 「しぐさの意図（"THE INTENT OF GESTURES"）」（ビデオ・アート：2002、エルメス・フォーラム（東京））
- 「ストリングス・オブ・ライト（"STRINGS OF LIGHT"）」（ビデオ・アート：2003、BMWパビリオン（ミュンヘン））
- 「欲望の一片（"THE LAYER FROM CAPITAL"）」（写真：2005、ワコウ・ワークス・オブ・アート（東京））
- 「生きていることの表徴（"AN ATTRIBUTE OF LIVING"）」（写真：2009、ギャラリー HAM（名古屋））
- 「リターニング・オブ・ザ・サン（"The Returning of the Sun"）」（ビデオ・インスタレーション：2010、ブラム＆ポー（ロサンゼルス））
- 「Beyond the sunbeam through trees―木漏れ日の向こうに」（インスタレーション：2011、山口情報芸術センター（山口））
- 「相対を越えて（"Transcending Relativity"）」（インスタレーション：2011、ワコウ・ワークス・オブ・アート（東京））
- 「平川典俊 | 木漏れ日の向こうに」（インスタレーションほか157点を展示した大規模な回顧展：2012、群馬県立近代美術館（高崎））

### グループ展
- 『第28回今日の作家展　現代性への問いかけ－ある様々な企て　The Emission into the Modernity』（1992、横浜市民ギャラリー（横浜））
- 『第4回イスタンブール・ビエンナーレ』（1995、イスタンブール）
- 『フェミニン、マスキュリン（"Feminin, Masculin"）』（1995、ポンピドゥー・センター（パリ））
- 『現代の写真Ⅰ「失われた風景―幻想と現実の境界」』（1997、横浜美術館（横浜））
- 『Heaven-Public View』（1997、P.S.1（ニューヨーク））
- 『Transmute』（1999、シカゴ現代美術館（シカゴ））
- 『低温火傷』（2000、東京都現代美術館（東京））
- 『日本写真史展（"The History of Japanese Photography"）』（2003、ヒューストン美術館（ヒューストン））
- 『Mixed Farming』（2004、オランダ国立写真美術館（ロッテルダム））
- 『日常の変貌』（2004、群馬県立近代美術館（高崎））
- 『Into me / Out of me』（2006、P.S.1（ニューヨーク））
- 『Vanishing points : contemporary Japanese art』（2007、ニューデリー国立近代美術館（ニューデリー））

## 主な作品収蔵先
ボルドー現代美術館、SMAK美術館、フランクフルト現代美術館、東京都現代美術館など

## 著書
- ニュートンの痛みはいらない（1990、用美社）
- ここにいて、ここにいない（1991、青弓社）
- To become Dharma（1991、デ・ブリーサル（de vleeshal））
- JUST BEFORE THE LAST MOMENT IN THE TWENTIETH CENTURY（1994、アメリカン・ファイン・アーツ（American Fine Arts））
- NORITOSHI HIRAKAWA 1988-94（1994、ギャラリー HAM／ワコウ・ワークス・オブ・アート）
- Matters（1998、ゼノ・イクス・ギャラリー（Zeno X Gallery）／ダイチ・プロジェクツ（Deitch projects））
- 平川典俊 木漏れ日の向こうに Works 1988-2012（2012、群馬県立近代美術館カタログ）